# فريدريك سوير
فريدريك سوير (بالإنجليزية: Frederick A. Sawyer)‏ (و. 1822 – 1891 م) هو سياسي، ومدرس أمريكي، كان عضوًا في الحزب الجمهوري، توفي في مقاطعة كليبورن، عن عمر يناهز 69 عاماً.

## مناصب
تولى منصب عضو مجلس الشيوخ الأمريكي ‏
.

## التعليم
تعلم في جامعة هارفارد
.